# Институт (вуз)
Институт (лат. institutum — установление, обычай, учреждение) — одна из форм высших учебных заведений (ВУЗов).

## В мире

### США
В США институты также являются либо отдельными ВУЗами без традиционного статуса университета, такие, как «университет-институт» (как правило, такие статусы имеют технологические институты, например, Калифорнийский технологический институт), либо частью ВУЗа (например, Гарвардская школа (институт) богословия).

### Россия
В СССР институты были наиболее распространённым типом высших учебных заведений.  
В Российской Федерации институты идут ниже всех остальных типов вузов по рангу и, как правило, готовят специалистов в более узких специальностях. Институт также может быть частью большого университета — научно-исследовательским институтом — объединением кафедр университета (например, Институт механики МГУ или Институт экономики и менеджмента СибГИУ), либо филиалом университета: Новокузнецкий институт (филиал) Кемеровского государственного университета, Пятигорский медико-фармацевтический институт (филиал Волгоградского государственного медицинского университета)
Также в наименовании ВУЗа может сохраняться историческое наименование «институт» (например, полное наименование МГИМО — Московский государственный институт международных отношений (университет) Министерства иностранных дел Российской Федерации или МТИ — негосударственное образовательное учреждение высшего образования Московский технологический институт).